# Victor Rasuk
Victor Rasuk (New York, 15 gennaio 1984) è un attore statunitense di origini dominicane.

## Biografia
Rasuk nacque ad Harlem, New York da genitori dominicani. Ha un fratello, Silvestre, più giovane, anch'egli un attore, col quale ha recitato nel film Raising Victor Vargas.
Victor frequentò la scuola di recitazione da ragazzo, iniziando a recitare all'età di 14 anni. Ottenne il suo primo vero ruolo da attore all'età di 16 anni in Five Feet High and Rising. Il film (cortometraggio di 30 minuti) fu presentato all'Independent Spirit Film Festival. Due anni dopo, il regista Peter Sollett decise di espanderlo e farlo diventare un film a lunga durata: Raising Victor Vargas; Rasuk vinse così un Independent Spirit Award per il suo lavoro. Nel film successivo, Rock Steady, Rasuk interpretò la parte di un personaggio di nome Roc. Nel 2004 ottenne un ruolo nel film Haven con Orlando Bloom.
Nel 2005, in Lords of Dogtown interpretava la parte di Tony Alva, uno dei ruoli principali. 
In seguito ha preso parte alla serie televisiva How to Make It in America (2010), accanto a Bryan Greenberg ed al rapper Kid Cudi.

## Filmografia

### Cinema
- Flawless - Senza difetti (Flawless), regia di Joel Schumacher (1999)
- Raising Victor Vargas, regia di Peter Sollett (2002)
- Rock Steady, regia di Juan Cáceres (2002)
- Haven, regia di Frank E. Flowers (2004)
- Lords of Dogtown, regia di Catherine Hardwicke (2005)
- Quel che resta di mio marito (Bonneville), regia di Christopher N. Rowley (2006)
- Feel the Noise - A tutto volume (Feel the Noise), regia di Alejandro Chomski (2007)
- Stop-Loss, regia di Kimberly Peirce (2008)
- Che - L'argentino (The Argentine), regia di Steven Soderbergh (2008)
- Life Is Hot in Cracktown, regia di Buddy Giovinazzo (2009)
- Being Flynn, regia di Paul Weitz (2012)
- Jobs, regia di Joshua Michael Stern (2013)
- Godzilla, regia di Gareth Edwards (2014)
- Cinquanta sfumature di grigio (Fifty Shades of Grey), regia di Sam Taylor-Johnson (2015)
- Cinquanta sfumature di nero (Fifty Shades Darker), regia di James Foley (2017)
- Il corriere - The Mule (The Mule), regia di Clint Eastwood (2018)
- Wildflower, regia di Matt Smukler (2022)

### Televisione
- E.R. - Medici in prima linea (ER) – serie TV, 6 episodi (2008-2009)
- How to Make It in America – serie TV, 16 episodi (2010-2011)
- Stalker – serie TV, 20 episodi (2014-2015)
- The Baker & the Beauty - serie TV, 9 episodi (2020)
- Una casa per Natale (2022) - Film TV, regia di Emily Moss Wilson

## Doppiatori italiani
Nelle versioni in italiano dei suoi lavori, Victor Rasuk è stato doppiato da:
- Francesco Venditti in Haven, Stop-Loss, Cinquanta sfumature di grigio, Stalker, The Baker and the Beauty, Reasonable Doubt
- Dimitri Winter in Jobs, Il corriere - The Mule, How I Met Your Father
- Federico Di Pofi in E.R. - Medici in prima linea
- Gabriele Patriarca in How to Make It in America
- Francesco Pezzulli in Lords of Dogtown
- Marco Vivio in Quel che resta di mio marito
- Alessandro Rigotti in Feel the Noise - A tutto volume
- Massimo Triggiani in Godzilla
- Dodo Versino in Blue Bloods
- Mirko Mazzanti in Cinquanta sfumature di nero
- Luca Mannocci in Colony